# カーニバルの朝
「カーニバルの朝」（カーニバルのあさ、Manhã de Carnaval）は、ルイス・ボンファ作曲の映画『黒いオルフェ』主題歌。

## 概要
ルイス・ボンファ（Luiz Bonfá、1922年 - 2001年）により、1959年に公開されたビンシウス・ヂ・モライス原作の映画『黒いオルフェ』（Orfeu Negro）の主題歌として作曲された。なお、この曲を「黒いオルフェ」として紹介しているサイトもある。最初はサンバ（Samba）の曲として作られた。
映画音楽およびボサノヴァの曲として、世界中の様々なアーティストによってカヴァーされている。英語詞もいくつか作られる。

## カヴァーした主なアーティスト
ブラジル
- ルイス・ボンファ（Luiz Bonfá）
- アントニオ・カルロス・ジョビン（Antônio Carlos Jobim）
- ナラ・レオン（Nara Lofego Leão）
- アストラッド・ジルベルト（Astrud Gilberto）、アメリカで歌手活動

アメリカ合衆国
- スタン・ゲッツ（Stan Getz）
- ペリー・コモ（Perry Como）
- フランク・シナトラ（Frank Sinatra）
- ジョーン・バエズ（Joan Baez）
- マイケル・センベロ（Michael Sembello）

日本
- 渡辺貞夫
- 小野リサ
- 椎名林檎
- 小泉ニロ
- あがた森魚
- 岩崎宏美

スペイン
- プラシド・ドミンゴ（Plácido Domingo）